# Jarosław Paluch
Jarosław Paluch (* 30. September 1984) ist ein ehemaliger polnischer Handballspieler.
Der 1,92 Meter große Kreisläufer steht seit dem 1. Juli 2007 bei SPR Chrobry Głogów unter Vertrag. Mit diesem Verein spielte er im EHF Challenge Cup (2007/2008). Zuvor spielte er bei Zagłębie Lubin und Śląsk Wrocław.
Jarosław Paluch stand im Aufgebot der polnischen Nationalmannschaft, so für die Handball-EM 2010.